# Kaschubische Schweiz

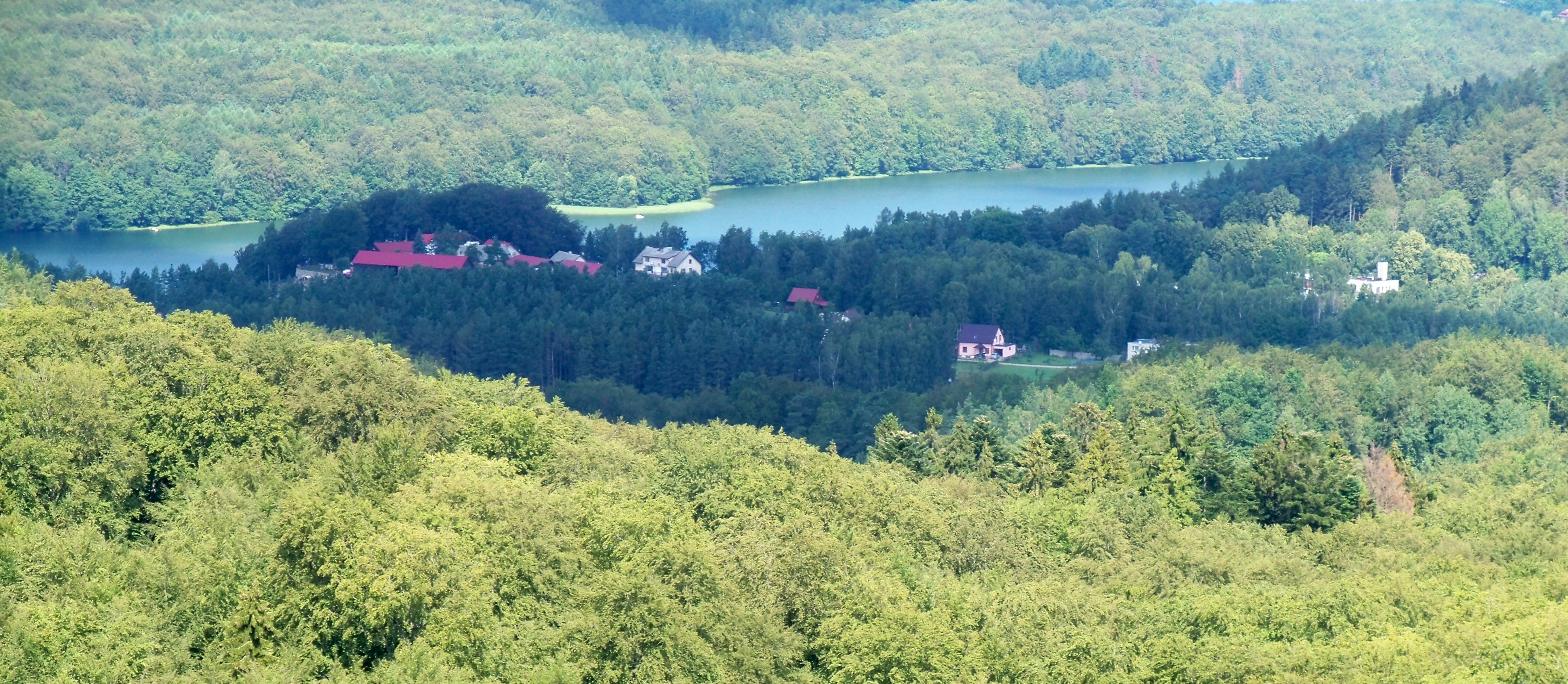
Jezioro Ostrzyckie von der Wieżyca

Die Kaschubische Schweiz (polnisch Szwajcaria Kaszubska, kaschubisch Kaszëbskô Szwajcarëjô) ist eine hügelige Wald- und Seenlandschaft der Kaschubischen Seenplatte in der Region Kaschubei, deren Mittelpunkt etwa 40 km südwestlich von Danzig liegt.

## Lage
Die Kaschubische Schweiz stellt den zentralen und höchstgelegenen Teil der Kaschubischen Seenplatte um den Berg Wieżyca und den kreuzförmigen See Wdzydze dar. Die dünn besiedelte Gegend gilt als eines der größten zusammenhängenden Waldgebiete Polens und ist für den Tourismus erschlossen. Ihre Hügel erheben sich um bis zu 200 m über das Umland. Viele der rund 250 Seen sind durch Kanäle miteinander verbunden und ermöglichen längere Wasserwanderungen. Mittelpunkt der kaschubischen Schweiz ist der Berg Wieżyca, der mit seinen 331 m nicht nur die höchste Erhebung der Kaschubischen Seenplatte, sondern auch der ganzen Polnischen Tiefebene sowie des aus eiszeitlichen Gletscherablagerungen bestehenden baltischen Landrückens von Estland bis Deutschland ist.

## Berge

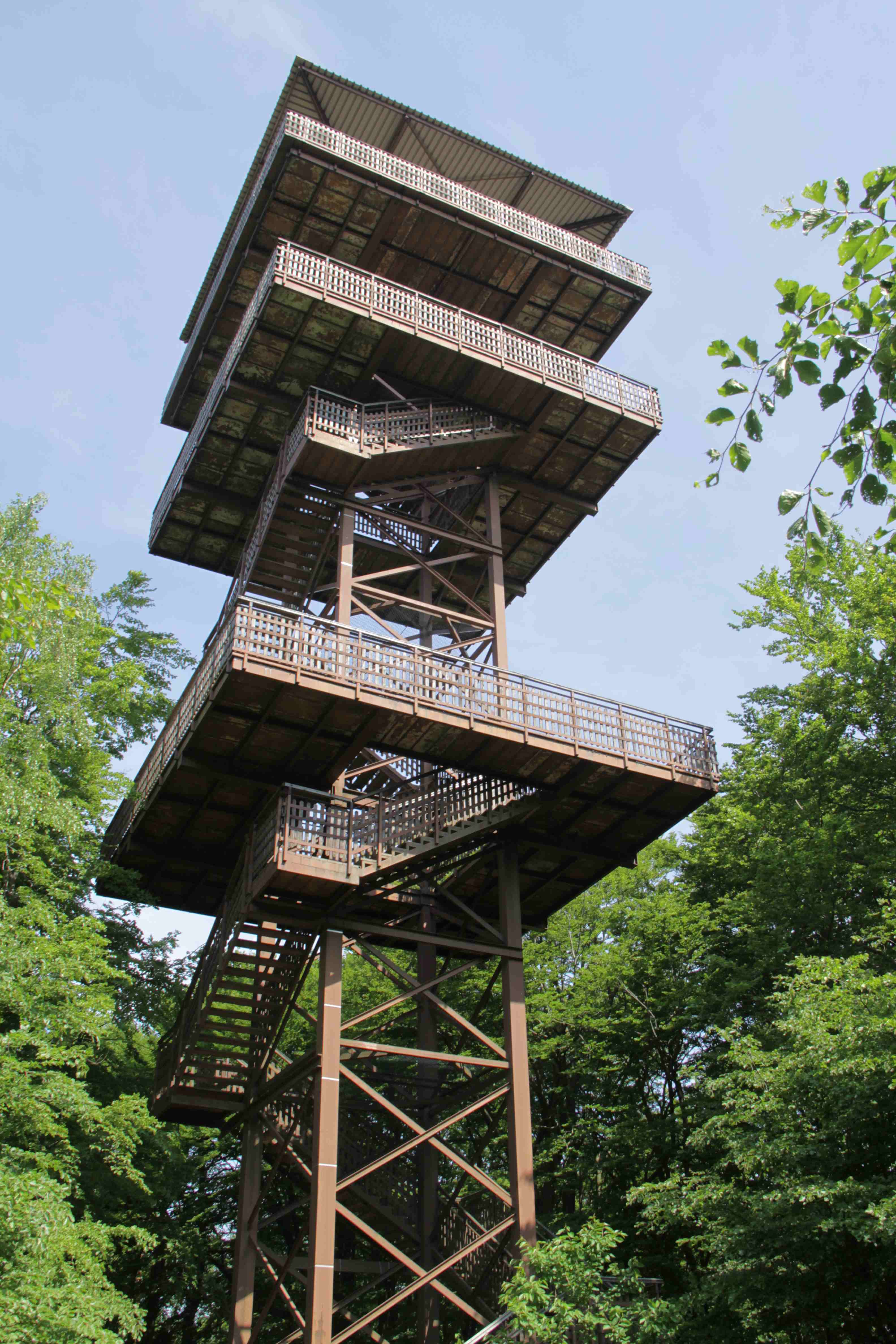
Aussichtsturm auf der Wieżyca

Die Höhenzug in der Kaschubischen Schweiz wird Wzgórza Szymbarskie genannt. Zu den höchsten Erhebungen zählen:
- Wieżyca – 328,6 Meter (mit einem ca. 30 Meter hohen Aussichtsturm auf dem bewaldeten Gipfel)
- Zielona Góra – 265,6 Meter
- Złota Góra – 235,1 Meter
- Jastrzębia Góra – 227,2 Meter
- Dziewicza Góra – 226,0 Meter
- Tamowa Góra – 224,1 Meter
- Biskupia Góra – 223,2 Meter
- Zamkowa Góra – 223,0 Meter
- Chochowatka – 215,1 Meter

## Orte
Als Hauptstadt der kaschubischen Schweiz gilt das kleine Städtchen Kartuzy, das erst 1923 Stadtrechte erhalten hat. Es ist die einzige Stadt in der Kaschubischen Schweiz. In Kartuzy befindet sich das kaschubische Museum, in dem Zeugnisse der kaschubischen Kultur und des traditionellen Kunsthandwerks ausgestellt sind. Etwas außerhalb des Ortes finden sich Reste des ehemaligen Kartäuserklosters, von dem der Ort seinen Namen hat. Sehenswert ist die gotische, später barockisierte Klosterkirche mit einem Dach in der Form eines Sargdeckels. Das große, prächtig geschnitzte Chorgestühl stammt aus dem 3. Viertel des 17. Jahrhunderts. Von den Klostergebäuden ist nur eine der ursprünglich 18 Klausen erhalten.
In dem kleinen Ort Wdzydze Kiszewskie am Wdzydze befindet sich ein Freilichtmuseum mit alten kaschubischen Holzhäusern und anderen Zeugnissen für die Lebensweise dieser Volksgruppe.

## Seen
- Wdzydze
- Jezioro Ostrzyckie
- Jezioro Raduńskie Górne
- Jezioro Raduńskie Dolne
- Jezioro Patulskie
- Jezioro Dąbrowskie
- Lubowisko
- Brodno Wielkie
- Małe Brodno
- Kłodno

## Flüsse
- Radunia
- Łeba
- Słupia
- Wierzyca

## Naturschutz
Die Kaschubische Schweiz ist Teil des Kaschubischen Landschaftsschutzparks. Es gibt mehrere Naturreservate im Park.

## Tourismus
Durch die Kaschubische Schweiz führt der rot markierte Fernwanderweg Kaschubischer Weg sowie die Kaschubische Ferienstraße. Zudem ist die Kaschubische Schweiz auch bei Wassersportlern beliebt. Sie ist ein Naherholungsgebiet der Dreistädter.